# Jamie Chung
Jamie Jilynn Chung (San Francisco, 10 aprile 1983) è un'attrice e personaggio televisivo statunitense di origini coreane.

## Biografia

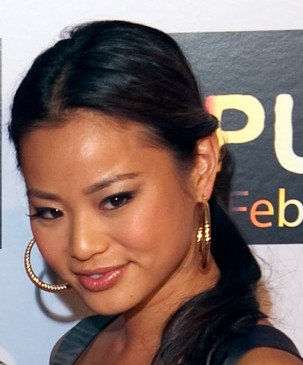
Jamie Chung a Los Angeles nel 2009 nel cast di Sorority Row

Nata a San Francisco, coreano-americana di seconda generazione, ha studiato presso l'Università della California a Riverside, dove ha fatto parte della confraternita Kappa Kappa Gamma. Mentre lavorava come cameriera al Tremors, un bar dello sport di Riverside, MTV ha indetto dei provini per cercare nuovi volti per il reality show The Real World. La Chung entra così a far parte del cast di The Real World: San Diego, uno dei reality più longevi di MTV. Dopo l'esperienza in The Real World: San Diego entra nel cast del game show e spin-off Real World/Road Rules Challenge, più precisamente nella versione chiamata Real World/Road Rules Challenge: The Inferno II. Per la sua attività futura, verrà considerata da molti come l'interprete del Real World con la carriera mediatica più riuscita.
Dopo la sua esperienza nel mondo dei reality, inizia ad ottenere le prime parti come attrice, debutta in un episodio della serie televisiva Veronica Mars ed ottiene il suo primo ruolo cinematografico nella commedia del 2007 Io vi dichiaro marito e... marito. In seguito lavora in varie produzioni televisive, per dieci episodi interpreta Cordy Han nella soap opera Il tempo della nostra vita e appare come guest star in E.R. - Medici in prima linea, CSI: NY e Greek - La confraternita. 
Nel 2008 ottiene il suo primo ruolo da protagonista nella miniserie televisiva in sei puntate Samurai Girl. Nel 2009 recita nel film Dragonball Evolution, adattamento cinematografico live action dell'anime Dragon Ball, in cui la Chung interpreta Chichi. Successivamente prende parte al film TV per la Disney Channel Programma protezione principesse e all'horror Patto di sangue.
Nel 2011 lavora nei film Sucker Punch e Una notte da leoni 2. Nel 2012 entra a far parte del cast della serie C'era una volta interpretando il ruolo della principessa guerriera Mulan. Nel 2014 si ritrova come doppiatrice per il film Disney Big Hero 6. Dal 2016 entra a far parte del cast nella terza stagione della serie televisiva Gotham, nel ruolo di Valerie Vale, zia della futura Vicky.
Presta la voce ad alcuni personaggi animati della DC Comics, tra cui: Death, nel film Batman: Death in the Family (2020); Black Canary, nel film Justice League x RWBY: Super Heroes and Huntsmen Part Two (2023); Harlene Quinzel / Harley Quinn, nella serie televisiva animata Batman: Caped Crusader (2024).

## Vita privata
Dal 2012 ha una relazione con l'attore Bryan Greenberg, con cui si fidanza l'anno successivo. Il 31 ottobre 2015 la coppia si sposa a Santa Barbara, in California.
Il 24 ottobre 2021 è diventata mamma di due gemelli tramite criopreservazione degli ovociti.

## Filmografia parziale

### Attrice

#### Cinema
- Io vi dichiaro marito e... marito (I Now Pronounce You Chuck & Larry), regia di Dennis Dugan (2007)
- Dragonball Evolution, regia di James Wong (2009) - Chichi
- Patto di sangue (Sorority Row), regia di Stewart Hendler (2009)
- Burning Palms, regia di Christopher Landon (2010)
- Un weekend da bamboccioni (Grown Ups), regia di Dennis Dugan (2010)
- Sucker Punch, regia di Zack Snyder (2011)
- Una notte da leoni 2 (The Hangover: Part II), regia di Todd Phillips (2011)
- Urla silenziose (Eden), regia di Megan Griffiths (2012)
- Volano coltelli (Knife Fight), regia di Bill Guttentag (2012)
- Senza freni (Premium Rush), regia di David Koepp (2012)
- L'uomo con i pugni di ferro (The Man with the Iron Fists), regia di RZA (2012)
- Una notte da leoni 3 (The Hangover: Part III), regia di Todd Phillips (2013)
- Ti lascio la mia canzone (Rudderless), regia di William H. Macy (2014)
- Johnson il cattivo (Bad Johnson), regia di Huck Botko (2014)
- Volo 7500 (Flight 7500), regia di Takashi Shimizu (2014)
- Sin City - Una donna per cui uccidere (Sin City: A Dame to Kill For), regia di Robert Rodriguez e Frank Miller (2014)
- Flock of Dudes, regia di Bob Castrone (2015)
- A Year and Change, regia di Stephen Suettinger (2015)
- A Hong Kong è già domani (Already Tomorrow in Hong Kong), regia di Emily Ting (2015)
- La festa prima delle feste (Office Christmas Party), regia di Will Speck e Josh Gordon (2016)
- Band Aid, regia di Zoe Lister-Jones (2017)
- 1985, regia di Yen Tan (2018)
- Dangerous Lies, regia di Michael Scott (2020)
- The Misfits, regia di Renny Harlin (2021)

#### Televisione
- Veronica Mars – serie TV, episodio 3x09 (2006)
- E.R. - Medici in prima linea (ER) – serie TV, episodio 14x05 (2007)
- Il tempo della nostra vita (Days of Our Lives) – soap opera, 11 puntate (2007)
- CSI: NY – serie TV, episodio 4x09 (2007)
- Katrina, regia di Eli Steele – film TV (2007)
- Greek - La confraternita (Greek) – serie TV, episodi 1x05-1x09-1x11 (2007-2008)
- Samurai Girl – serie TV, 6 episodi (2008)
- Castle – serie TV, episodio 1x03 (2009)
- Programma protezione principesse (Princess Protection Program), regia di Allison Liddi-Brown – film TV (2009)
- Grey's Anatomy – serie TV, episodio 7x10 (2010)
- C'era una volta (Once Upon a Time) – serie TV, 11 episodi (2012-2016) - Mulan
- Believe – serie TV, 13 episodi (2014)
- Resident Advisors – serie TV, 7 episodi (2015)
- Gotham – serie TV, 6 episodi (2016)
- The Gifted – serie TV, 29 episodi (2017-2019)
- Lovecraft Country - La terra dei demoni (Lovecraft Country) – serie TV, 6 episodi (2020)
- Awkwafina è Nora del Queens (Awkwafina Is Nora from Queens) – serie TV, episodio 1x08 (2020)
- This Is Us – serie TV, episodio 5x04 (2020)
- Dexter: New Blood, regia di Marcos Siega e Sanford Bookstaver – miniserie TV, 7 puntate (2021-2022)
- Succession – serie TV, episodio 4x03 (2023)

### Doppiatrice

#### Cinema
- Big Hero 6, regia di Don Hall e Chris Williams (2014)
- Batman: Death in the Family, regia di Brandon Vietti (2020) - Death
- Justice League x RWBY: Super Heroes and Huntsmen Part Two, regia di Yssa Badiola, Dustin Matthews e Kerry Shawcross (2023) - Black Canary

#### Televisione
- Big Hero 6 - La serie (Big Hero 6: The Series) – serie animata, 55 episodi (2017-2021)
- Star Wars: Visions - serie animata, episodio 1x09 (2021)
- Mio papà a caccia di alieni (My Dad the Bounty Hunter) – serie animata, 7 episodi (2023)
- Batman: Caped Crusader – serie animata, episodi 1x03-1x04-1x05 (2024) - Harlene Quinzel / Harley Quinn
- Twilight of the Gods – serie animata, 4 episodi (2024)
- Krapopolis – serie animata, episodio 2x14 (2025)

#### Videogiochi
- X-Men: Destiny (2011)
- Destiny 2 – Warmind (2018)
- Kingdom Hearts III (2019)

## Doppiatrici italiane
Nelle versioni in italiano delle opere in cui ha recitato, Jamie Chung è stata doppiata da:
- Chiara Gioncardi in Samurai Girl, Programma protezione principesse, L'uomo con i pugni di ferro, La festa prima delle feste, Dangerous Lies
- Eleonora Reti in Believe, A Hong Kong è già domani, The Gifted, Awkwafina è Nora del Queens, Dexter: New Blood
- Jun Ichikawa in Sucker Punch, Senza freni, Lovecraft Country - La terra dei demoni
- Valentina Mari in Una notte da leoni 2, Una notte da leoni 3
- Domitilla D'Amico in Dragonball Evolution
- Monica Vulcano in Castle
- Barbara Pitotti in Patto di sangue
- Francesca Manicone in Grey's Anatomy
- Claudia Scarpa in C'era una volta
- Gea Riva in Urla silenziose
- Emanuela Damasio in Volo 7500
- Benedetta Ponticelli in Gotham
- Antilena Nicolizas in Band Aid
- Perla Liberatori in The Misfits

Da doppiatrice è sostituita da:
- Rossa Caputo in Big Hero 6, Big Hero 6 - La serie, Batman: Caped Crusader
- Mattea Serpelloni in Mio papà a caccia di alieni